# Кассінійдю
Ка́ссінійдю (ест. Kassiniidü järv) — природне озеро в Естонії, у волості Вастселійна повіту Вирумаа.

## Розташування
Кассінійдю належить до Чудського суббасейну Східноестонського басейну.
Озеро лежить на північний захід від села Індра.

## Опис
Загальна площа озера становить 1,4 га. Довжина берегової лінії — 533 м.